# Paulina Ligocka
Paulina Magdalena Ligocka (ur. 25 maja 1984 w Gliwicach) – polska snowboardzistka, posiadająca również obywatelstwo niemieckie, olimpijka z Turynu (2006) i Vancouver (2010), dwukrotna brązowa medalistka mistrzostw świata w half-pipie (w 2007 i 2009). Jest pierwszą polską snowboardzistką, która zdobyła medal mistrzostw świata.

## Sportowa kariera
Na snowboardzie zaczęła jeździć, gdy miała 14 lat. Trenował ją ojciec. Jej pierwszymi zawodami były mistrzostwa Polski na skoczni w 1997 roku. Wkrótce została jedną z czołowych polskich zawodniczek. Powiedziała kiedyś: „Snowboarding to teraz moje życie. Wszystko jest ważne. Przyjemność z jeżdżenia i satysfakcja z osiągania celów”.
W marcu 2006 roku zajęła 2. miejsce w klasyfikacji Pucharu Świata w half-pipie. W tym samym roku reprezentowała Polskę na Igrzyskach Olimpijskich w Turynie, gdzie była chorążym polskiej ekipy podczas ceremonii otwarcia. W finale half-pipe’u zajęła 17. miejsce
28 lipca 2011 zdecydowała się na występy w barwach reprezentacji Niemiec. Zdaniem Ligockiej, porozumienie na linii zawodniczka–Polski Związek Snowboardu było niemożliwe, a jej działanie było także podyktowane decyzją ministerstwa sportu o jej braku w kadrze olimpijskiej na nowy sezon. Zarzuciła przy tym władzom polskiego snowboardu brak wsparcia finansowego oraz faworyzowanie innych zawodniczek.
Jest kuzynką braci snowboardzistów Mateusza i Michała Ligockich, także olimpijczyków z Turynu.

## Wyniki

### Igrzyska olimpijskie
| Miejsce | Dzień     | Rok  | Miejscowość | Konkurencja | Zwyciężczyni |
| ------- | --------- | ---- | ----------- | ----------- | ------------ |
| 17.     | 13 lutego | 2006 | Turyn       | Halfpipe    | Hannah Teter |
| 28.     | 18 lutego | 2010 | Vancouver   | Halfpipe    | Torah Bright |

### Mistrzostwa świata
| Miejsce | Dzień       | Rok  | Miejscowość          | Konkurencja | Zwyciężczyni   |
| ------- | ----------- | ---- | -------------------- | ----------- | -------------- |
| 22.     | 27 stycznia | 2001 | Madonna di Campiglio | Halfpipe    | Doriane Vidal  |
| 34.     | 16 stycznia | 2003 | Kreischberg          | Halfpipe    | Doriane Vidal  |
| 18.     | 22 stycznia | 2005 | Whistler             | Halfpipe    | Doriane Vidal  |
| 3.      | 20 stycznia | 2007 | Arosa                | Halfpipe    | Manuela Pesko  |
| 3.      | 23 stycznia | 2009 | Gangwon              | Halfpipe    | Liu Jiayu      |
| 11.     | 20 stycznia | 2011 | La Molina            | Halfpipe    | Holly Crawford |

### Puchar Świata

#### Klasyfikacja generalna
- sezon 1999/2000: 91.
- sezon 2000/2001: 83.
- sezon 2001/2002: –
- sezon 2002/2003: –
- sezon 2003/2004: –
- sezon 2004/2005: –
- sezon 2005/2006: 12.
- sezon 2006/2007: 8.
- sezon 2008/2009: 87.
- sezon 2009/2010: 32.
- sezon 2010/2011: 19.

#### Klasyfikacja half-pipe’a
- sezon 1999/2000: 32.
- sezon 2000/2001: 35.
- sezon 2001/2002: 9.
- sezon 2002/2003: 3.
- sezon 2003/2004: 12.
- sezon 2004/2005: 12.
- sezon 2005/2006: 2.
- sezon 2006/2007: 3.
- sezon 2008/2009: 31.
- sezon 2009/2010: 7.
- sezon 2010/2011: 14.

#### Miejsca na podium chronologicznie
1. Serre Chevalier – 8 marca 2003 (half-pipe) – 3. miejsce
2. Whistler – 11 grudnia 2005 (half-pipe) – 2. miejsce
3. Leysin – 20 stycznia 2006 (half-pipe) – 1. miejsce
4. Lake Placid – 11 marca 2006 (half-pipe) – 3. miejsce
5. Bardonecchia – 3 lutego 2007 (half-pipe) – 3. miejsce
6. Sungwoo – 24 lutego 2007 (half-pipe) – 1. miejsce
7. Stoneham – 18 marca 2007 (half-pipe) – 3. miejsce
8. La Molina – 20 marca 2010 (half-pipe) – 3. miejsce
9. Bardonecchia – 11 marca 2011 (Halfpipe) – 3. miejsce

- W sumie 2 zwycięstwa, 1 drugie i 6 trzecich miejsc.